# 濱百合號列車
濱百合（日语：／ Hamayuri */?）號列車是由東日本旅客鐵道（JR東日本）營運，行走於盛岡站至釜石站之間的快速列車，途經東北本線和釜石線。在發生東日本大地震前，上行1班列車會從宮古出發。在2002年11月30日前以急行列車「陸中」行走。
當列車降級至快速列車後，設有躺椅設備的KiHa110、111、112系0番台仍然行走於「濱百合」班次。現時列車會以KiHa110、111、112系0/100番台與KiHa111、112系150番台混連。另外，100番台和150番台車輛為自由席車廂。

## 運行概況
盛岡站至釜石站之間的行車時間為約2小時10分鐘。每日設有3往返班次。

### 停車站
盛岡站 - 矢幅站 - 花卷站 - 新花卷站 - 土澤站 - 宮守站 - （5、6號停靠鱒澤站） - 遠野站 - （3、6號停靠岩手上鄉站） - 松倉站 - 小佐野站 - 釜石站
- （ ）的車站只限部分班次停靠

### 使用車輛
- KiHa110系柴油動車組（盛岡車輛中心（日语：盛岡車両センター）所屬車輛）

全車為禁煙車廂，1、2號車廂為自由席，3號車廂為指定席。
- 基本上，3號車廂和2號車廂使用0番台（躺椅車）。1號車也可能連結0番台。在少數情況下，2號車廂會連結0番台，3號車廂連結100番台。在這個情況下，該列車為全車自由席（當時不會發售指定券）。
- 在繁忙時期會以4卡編成行走（自由席1、2號車廂、指定席3、4號車廂）。在這個情況下，1號車廂會連結100番台、3、4號車廂會連結0番台（2號車廂會連結0或100番台）。

在使用車輛方面，KiHa110-1、2、4、5曾經行走於氣仙沼線的快速「南三陸」，當時車輛隸屬小牛田，在大地震後轉移至盛岡，並開始行走「濱百合」。另外，KiHa111、112-2的700番台會用於TOHOKU EMOTION內，上述兩卡隸屬八戶。

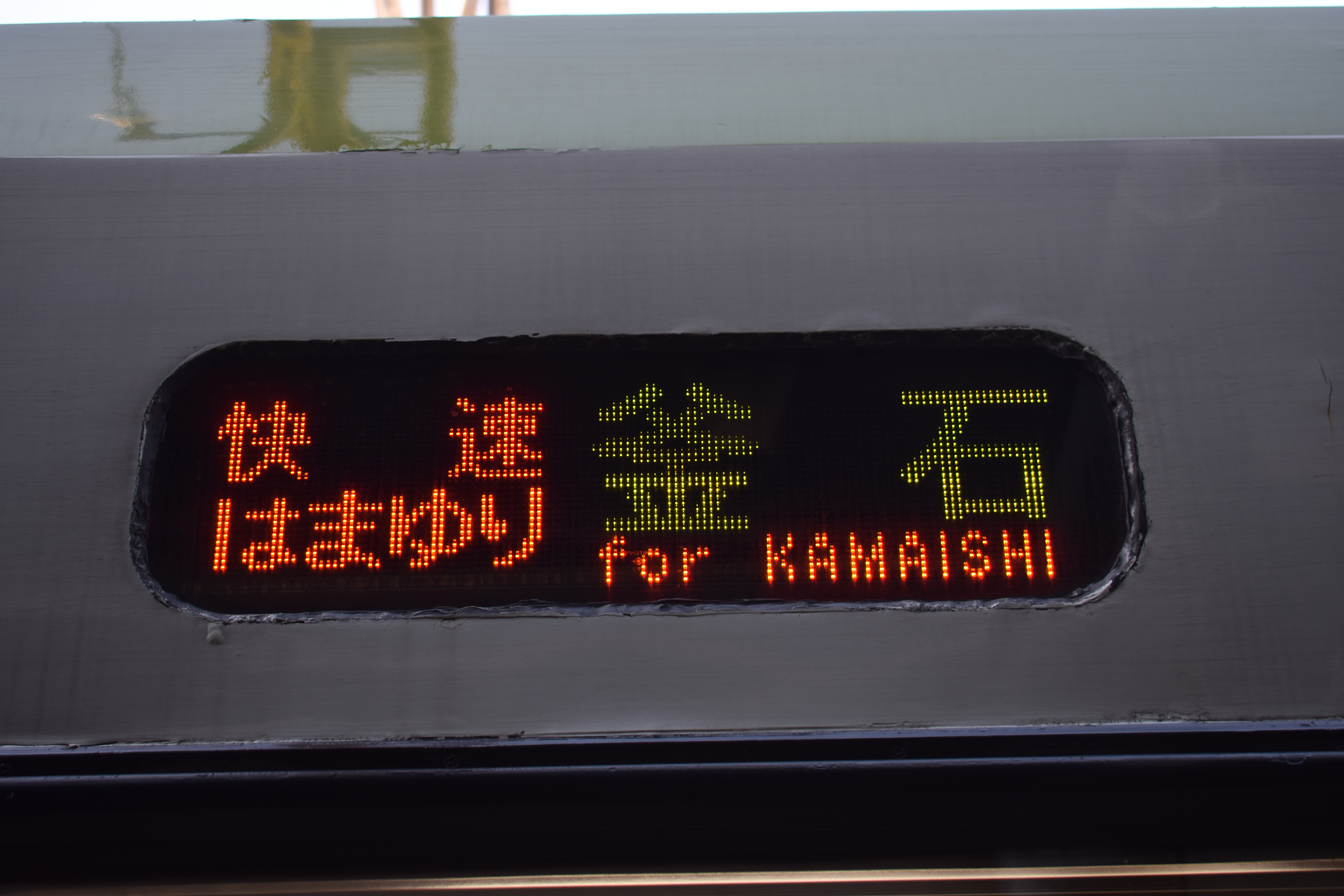
快速「濱百合」 前往釜石的方向幕

## 釜石線優等列車變遷
- 1959年（昭和34年）：開設行走於盛岡站至釜石站之間的準急列車「早池峰」，列車以3卡編成。
- 1961年（昭和36年）12月26日：行走於上野站至盛岡站（經常磐線）的急行列車「陸中」，一部分车厢在花卷站分离，开往宮古站。列車連結一等車（頭等車廂）。但是列車在花卷站降級為準急列車。
- 1965年（昭和40年）：開設以盛岡站到發，途經東北本線、釜石線和山田線的循環準急列車（日语：循環列車）「五葉」、「外山」，以及行走於仙台站至弘前站之間（經東北本線、釜石線、山田線、花輪線）的準急列車「三陸」。
  - 當中「五葉」是外環方向、「外山」內環方向。
    - 盛岡站→宮古站→釜石站→远野站→花卷站→盛岡站（外環方向）「外山」
    - 盛岡站→花卷站→遠野站→釜石站→宮古站→盛岡站（內環方向）「五葉」
- 1966年（昭和41年）
  - 3月：隨著取消準急列車制度，「早池峰」、「五葉」、「外山」、「三陸」全部升級至急行列車。
  - 10月：急行「三陸」改名「陆中」，运行区间变更为仙台 - 秋田，[1]「陆中」途經釜石線、山田線、花輪線。列車行走時間達到13.5小時的長途列車（該區間最短的路線為途經北上線，而途經北上線且行走於該區間的急行設有「北上」（「北上」列車行走於仙台站至秋田站之間的所需時間只需要3分之1，大約4.5小時）[2]。此列車為當時在東北地區中，以串掛列車方式多次與其他列車分割、結併而知名。

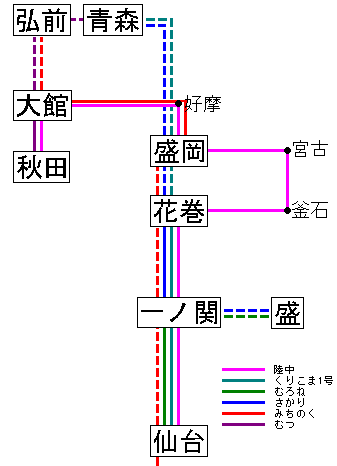
1968年10月時間表修正時，急行陸中與相關列車的路線圖　實線是陸中結併區間，虛線為不是結併的區間

以下為列車行走於仙台站至秋田站之間，分割和結併列車的情況。首先，當列車從仙台站出發時，「陸中」會與前往青森站的「栗駒1號」和前往大船渡線盛站的「室根」結併運輸。列車到達一之關站後，前往大船渡線的「室根」會分離，同時來自大船渡線的「盛」會進行結併。隨後列車到達花卷站時，「陸中」會與「栗駒1號」和「盛」分離。「陸中」此時會駛進釜石線和山田線，向盛岡站方向前進。當「陸中」到達盛岡站後，會與來自上野站前往弘前站的「陸奧」結併。「陸中」、「陸奧」列車離開盛岡站後進入花輪線。直至到達大館站，「陸中」與「陸奧」分離，同時與來自青森站的「陸奧」結併，「陸中」、「陸奧」列車從大館站前往終點站秋田站。
| 分離、結併車站         | 行走列車                           | 分離的列車                             | 結併的列車                               |
| ---------------------- | ---------------------------------- | -------------------------------------- | ---------------------------------------- |
| 仙台                   | 陸中、栗駒1號、室根                | 沒有                                   | 栗駒1號（從仙台出發） 室根（從仙台出發） |
| 一之關                 | 陸中、栗駒1號、室根                | 室根（前往盛）                         | 盛（從盛出發）                           |
| 一之關                 | 陸中、栗駒1號、盛                  | 室根（前往盛）                         | 盛（從盛出發）                           |
| 花卷                   | 栗駒1號（前往青森） 盛（前往青森） | 沒有                                   |                                          |
| 花卷                   | 栗駒1號（前往青森） 盛（前往青森） | 沒有                                   | 陸中                                     |
| （途經釜石線、山田線） |                                    |                                        |                                          |
| 盛岡                   | 沒有                               | 陸奧（從上野出發）           |                                          |
| 盛岡                   | 沒有                               | 陸奧（從上野出發）           | 陸中、陸奧                     |
| 大館                   | 陸奧（前往弘前）         | 陸奧（從青森出發，前往秋田） |                                          |
| 大館                   | 陸奧（前往弘前）         | 陸奧（從青森出發，前往秋田） | 陸中、陸奧                     |
| 秋田                   |                                    |                                        |                                          |

- 1970年（昭和45年）：開設行走於仙台站至釜石站之間的急行列車「三陸」。
- 1972年（昭和47年）：急行「三陸」废止编入「陆中」，「陸中」運行區間縮短至仙台 - 宮古。[3]
- 1978年（昭和53年）10月2日：當時釜石線、山田線急行的停車站如下（不同列車的實際停車站有所相異）
  - 盛岡站 - 日詰站 - 石鳥谷站 - 花卷站 - 土泽站 - 宫守站 - 远野站 - 岩手上鄉站 - 上有住站 - 陸中大橋站 - 小佐野站 - 釜石站 - 鵜住居站 - 大槌站 - 陸中山田站 - 宮古站 - 茂市站 - 陸中川井站 - 盛岡站
- 1982年（昭和57年）11月15日：隨著東北新幹線啟用，進行了以下系統整理：
  - 急行「五葉」、「外山」廢止。後來，「外山」列車成為了行走於盛岡站至宮古站之間的山田線快速列車名稱（在1988年3月13日起改名為「谷灣」）。
  - 急行「陸中」改在北上站到發。
  - 急行「米代」盛岡站至宮古站之間的區間廢止。
- 1985年（昭和60年）3月14日：急行「陸中」改從盛岡站到發。另外，急行「陸中」停靠新花卷站車。
- 1986年（昭和61年）11月1日：急行「早池峰」廢止[4]。

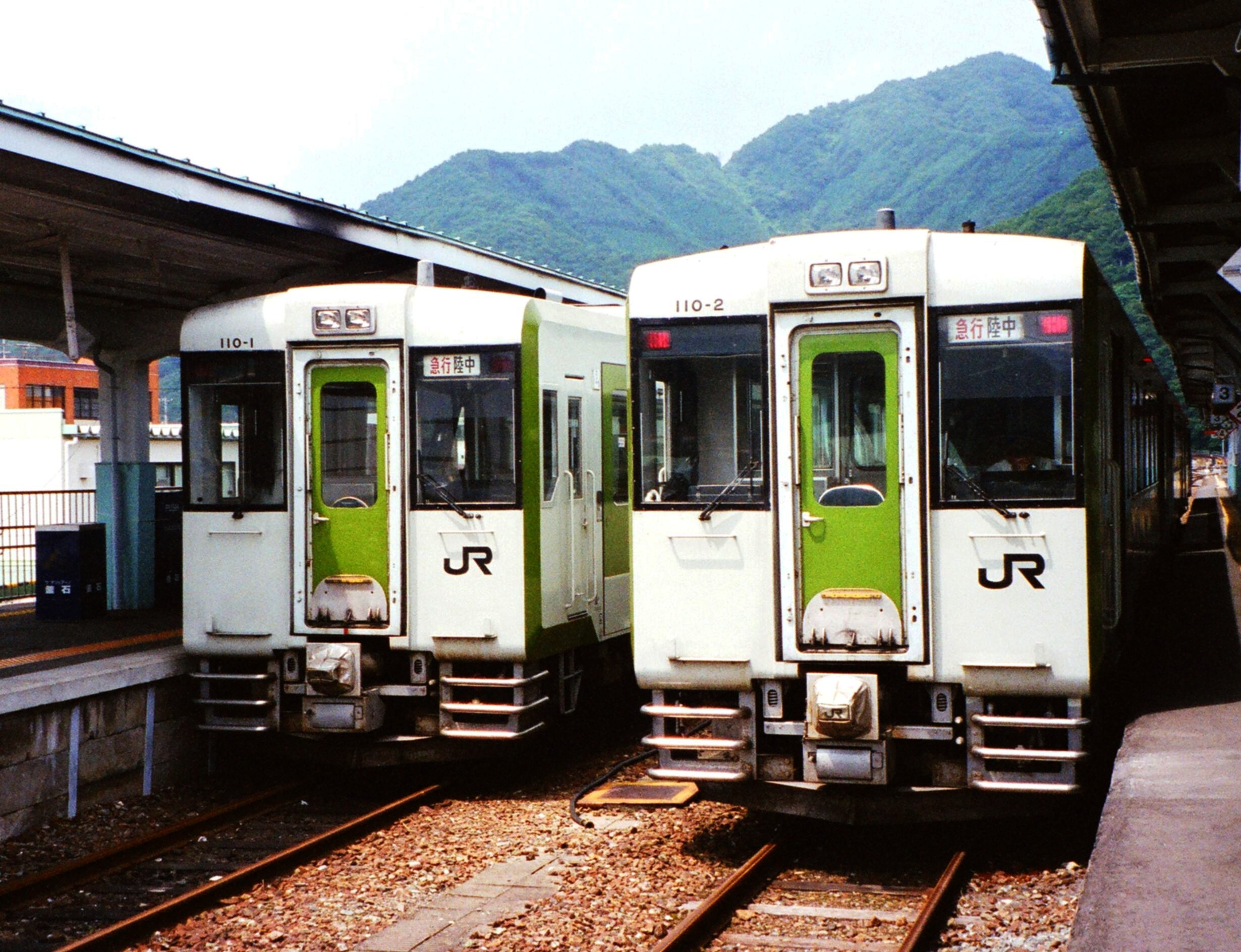
在釜石站停車中的KiHa110系急行「陸中」（1999年拍攝）

- 1989年（平成元年）：開設「浪漫銀河鐵道SL'89」。該列車為遠野青年會議所的企劃，列車行走於花卷站至遠野站之間團體列車。

- 1990年（平成2年）：
  - 開設「浪漫銀河鐵道SL'90」。當時行走於花卷站至釜石站之間。上行列車使用D51形時候，由於陸中大橋站至足瀨站之間需要登上斜坡，因此需要柴油輔助機車DE10形。
  - 3月10日：在急行「陸中」3往返班次中，2往返班次使用KiHa110系。
  - 11月14日：在12時22分，一架從盛岡出發前往釜石的急行「陸中3號」（KiHa110系柴油列車3輛編成）由於在盛岡客車區（現時：盛岡車輛中心（日语：盛岡車両センター）忘記加油，因此列車到達岩手縣和賀郡東和町的JR釜石線土澤站時候用盡燃料，列車停在該站約2.5小時。車站職員需要前往加油站使用油罐取油柴油，然後手動為列車加油。事件中沒有人受傷。
- 1991年（平成3年）：
  - 在「陸中」行走完畢後，列車會行走急行「銀河夢號」，行走於花卷站至釜石站之間。
  - 3月16日：所有急行「陸中」列車使用KiHa110系行走。
- 1992年（平成4年）：急行「銀河夢號」結束行走。
- 1995年（平成7年）12月1日：「陸中5號」釜石站至宮古站之間降級為普通列車。
- 1998年（平成10年）：「陸中」所有列車停靠土泽站（這是由於鄰近車站的JR東日本連鎖酒店「民俗岩手東和」開幕）。
- 2001年（平成13年）12月1日：急行「陸中5號」（前往釜石、宮古）降級，快速「濱百合」開始行走（停靠鱒澤站）。同時「陸中」、「濱百合」的3號車廂改為指定席。同時全車禁煙（在此之前2號車廂為吸煙車廂）。
- 2002年（平成14年）12月1日：急行「陸中」廢止，所有班次變為快速「濱百合」[5]。
- 2004年（平成16年）11月：開設臨時急行「陸中」的復活班次，行走於宮古站至仙台站之間。
- 2005年（平成17年）12月10日：快速「濱百合2號」開始停靠足瀨站、平倉站、岩手上鄉站和青笹站。
- 2009年（平成21年）3月14日：所有快速「濱百合」開始停靠矢幅站。另外，隨著快速「濱百合2號」時間表變更，快速「濱百合2號」再次停靠足瀨站、平倉站、岩手上鄉站和青笹站。
- 2011年（平成23年）3月11日：快速「濱百合」受到東日本大地震影響而暫停服務。在4月7日重開，當時行走於盛岡站至釜石站之間，全車自由席。
- 2021年（令和3年）3月13日：快速「濱百合」所有列車停靠松倉站[6]。

## 注腳